# 佐野義仁
佐野 義仁（さの よしひと、1982年6月5日 - ）は、海外をメインとする日本の実業家、投資家。日本語と英語、スペイン語のトリリンガルで、愛称は、マイキー。

## 人物・エピソード

### 人物
静岡県富士市に生まれ、小学校の頃から学校の教師の方々の「頭の不自由さ」や学校教育システムへの不信感を募らせ、独自でゲームをしたり、独学で英語を学習し、習得する。
英語の習得方法は、日曜洋画劇場で観たシュワルツェネッガーの映画がきっかけとなり、年間300本以上の映画を観て、小学生ながらに英語を習得したという。
ゲームを好み、トランプゲームやパズルゲーム、シミュレーションゲームなど様々なゲームジャンルをプレイするが、全て無課金でも世界ランキングトップを取れる事を証明しようとするほど負けず嫌いで、物事をストイックに追求している。
興味を示したことへは積極的に探求するため、16歳の時には宗教を学びにアメリカとメキシコ、ドバイへ40回入国している。
さらにその後、活動範囲は広がり、北米や中東、東南アジアへもパスポートの査証欄を1年でスタンプやビザで埋まるほど入国している。
また今まで行った国は30ヶ国以上を超え、アメリカ横断も2回している。
海外での活動が多いが、日本に対しての愛国心も強く、商社で働いていたバンコク駐在時も家電を全て日本製に取り換えたり、スマホも日本製しか使わないなどのこだわりを持っている。

### エピソード
0歳の時の記憶を持ち、幼児期に世界各国の国旗、人口、首都、地形は180ヶ国暗記し、小学校の頃には45分の授業時間内で円周率800桁を覚えるほど数字に強い。
言語においても、英語は映画のセリフを聞き取りで習得し、スペイン語はスペインで知り合った現地の人間との会話のみで、3週間で日常会話をマスターしたという。
日本の高校に通っていた際は、学校の遅刻記録を更新したりと必要で無いと思ったことについては興味を示さない性格。一方で、自身にとって必要だと思ったことであれば、ランダムに出されたトランプカード52枚全てのカードの順番を覚えることもある。
また、IQ150以上の数学関係のテストを3回連続でクリアしたり、SATとTOEFLで海外の有名な大学へいくつも合格。その中で、奨学金で行く事が可能なポートランド州立大学へ入学。突出した能力のため、3名だけの特別クラスを新しく作られた。
数字に強く、確率論をもとにカジノへ行っても負け無しで、同席した人の資金も増したと話している。
韓国メディアで韓国経済を盛り上げた日本人として表彰される。
2019年から始めた慈善家コミュニティ活動が認められ、国連関係の記者からインタビューを受ける。
また日常でも、外出する際に片方の足にサンダル、もう片方の足にはブーツをはいたり、下にはいているパジャマの上にズボンをはき、ゴワゴワの状態で一日過ごすなどと言った逸話もある。

## 経歴
- 1982年 - 静岡県に生まれる
- 1998年 - 語学留学でアメリカへ渡る
- 2001年 - ポートランド州立大学入学
- 2012年 - 商社へ入社、バンコク駐在
- 2013年 - 独立後トレーダー、投資家となる
- 2017年 - カンボジアでNGO団体[2]、投資会社を立ち上げる
- 2018年 - 韓国芸能へのスポンサー韓国メディアに出演
- 2019年 - 慈善投資型プロジェクトを立ち上げる
- 2021年 - YouTubeチャンネルを開設